# Виктор Немеш
Виктор Немеш (мађ. Nemes Viktor; Сента, 21. јул 1993) је репрезентативац Србије у рвању грчко-римским стилом.

## Каријера
На Европском првенству за рваче до 23 године 2015. освојио је златну медаљу. Исте године представљао је Србију на првим Европским играма у Бакуу где је освојио сребрну медаљу. Ово је била прва медаља за српски тим на Европским играма. На Европском првенству 2016. у Риги дошао је до финала и освојио бронзану медаљу. Пласманом у финале Европског квалификационог турнира у Зрењанину, Немеш је постао трећи српски рвач који се квалификовао за Олимпијске игре у Рио де Жанеиру где је стигао до четвртфинала.
Немеш је освојио златну медаљу на Светском првенству у Паризу 2017. Освојио је златну медаљу на Медитеранским играма 2022. године у Орану.

## Приватно
Његов брат близанац Мате је такође репрезентативац Србије у рвању.